# Julius Dusin Gitom
Julius Dusin Gitom (* 14. Oktober 1957 in Kampung Loltos) ist Bischof von Sandakan. 

## Leben
Der Bischof von Kota Kinabalu, John Lee Hiong Fun-Yit Yaw, weihte ihn am 19. November 1989 zum Priester. 
Papst Benedikt XVI. ernannte ihn am 16. Juli 2007 zum Bischof von Sandakan. Die Bischofsweihe spendete ihm der Apostolische Nuntius in Thailand, Singapur und Kambodscha und Apostolische Delegat in Myanmar, Laos, Malaysia und Brunei Darussalam, Salvatore Pennacchio, am 15. Oktober desselben Jahres; Mitkonsekratoren waren Cornelius Piong, Bischof von Keningau, und John Lee Hiong Fun-Yit Yaw, Erzbischof von Kota Kinabalu.